# Krąg Starszoharcerski św. Jerzego
Krąg Starszoharcerski Świętego Jerzego (KSJ) – krąg harcerski założony w roku akademickim 1932/1933 przez hm. Witolda Sawickiego związanego z nurtem katolicko-narodowym.

## Początki
Pierwsze spotkania odbywały się w sali Korporacji Akademickiej "Sarmatia" przy ul. Czerniakowskiej i przybrały formę tzw. Klubu Włóczykijów. Była to pierwsza próba stworzenia ogólnowarszawskiego kręgu starszoharcerskiego o podobnym nastawieniu ideowym, które można określić mianem patriotyczno-narodowego, lecz bez oficjalnych powiązań z ówczesnym obozem narodowym.
W wyniku rekolekcji na początku roku 1934, jakie organizowane były w Laskach pod Warszawą przez A. Zielińskiego, a prowadzone przez księdza Władysława Korniłowicza, grono uczestników postanowiło pogłębiać religijnie swoją pracę harcerską. Wówczas padł pomysł przekształcenia Klubu Włóczykijów w Krąg św. Jerzego, przy czym nazwa miała symbolizować położenie większego akcentu na pracę katolicką. Od tego czasu w koncepcjach ideowo-wychowawczych Kręgu stawiano równolegle element katolicki i narodowy.

## Struktura i formy pracy
Krąg Św. Jerzego kierowany był przez wybieranego na okres 1 roku komendanta, który funkcję swą pełnił przy pomocy sekretarza i skarbnika.
Do pracy w kręgu zapraszano ludzi o podobnych poglądach na najważniejsze sprawy życia harcerskiego i publicznego. Kooptacji dokonywano po przedstawieniu przez osobę wprowadzającą.
Zwykłe zbiórki odbywały się raz na 2 tygodnie o 19.00-20.00 i trwały 2-3 godziny. Rozpoczynały się od osobistego meldunku każdego obecnego. Po meldunku śpiewano Rotę. Następnie następowały sprawy formalne, a później referat i dyskusja. Na zakończenie odbywał się kominek lub potańcówka.
Grupę kierującą stanowiła Rada Kręgu, która spotykała się raz na miesiąc. Na spotkania przybywało 15-20 osób funkcyjnych kręgu lub specjalnie zaproszonych. Zebrania Rady Kręgu miały charakter "sztabowy". Omawiano istotne problemy życia harcerskiego i krajowego oraz projektowano bieżącą pracę Kręgu.

## Komendanci Kręgu Świętego Jerzego
- A. Zieliński
- J. Kuliski
- W. Dłużewski

## Członkowie
W skład KSJ wchodzili harcerze ze środowisk:
- 6 WDH przy LO im. Plater-Zyberkówny przy ul. Pięknej
- 2 WDH im. Tadeusza Reytana (Witold Sawicki, Kazimierz Burmajster, Wojciech Dłużewski, Maciej Korwin-Piotrowski)
- 3 WDH
- 5 WDH
- 23 WDH

W Warszawie ilość członków szacowano na około 100, przy czym przeważali instruktorzy, w większości w wieku studenckim. Ponadto w zbiórkach uczestniczyli goście.
Poza Warszawą KSJ nie prowadził planowanej akcji zakładania środowisk "filialnych" w terenie. Środowiska o podobnym nastawieniu samorzutnie powstawały w różnych częściach Polski – we Lwowie, środowisko w Sosnowcu, kleryckie środowisko w WSD we Włocławku, kierowane i organizowane przez ks. Michała Poradowskiego, zakonne środowisko harcerskie w Zgromadzeniu XX Salezjanów, kierowane przez ks. hm. Henryka Czepułkowskiego.

## Miejsce Kręgu w ZHP
Krąg działał na podstawie legalnej rejestracji w Chorągwi Warszawskiej ZHP i składał ze swej działalności okresowe sprawozdania. Do tarć między władzami ZHP a KSJ doszło w 1939 roku na płaszczyźnie sprzeciwu Kręgu dla tworzenia drużyn narodowości żydowskiej. Sprawy tej nie wyjaśniono i rozstrzygnięcie sporu zostało przerwane przez wojnę. W znanym konflikcie personalnym z 1938 roku pomiędzy władzami Chorągwi Warszawskiej ZHP a ponad stu instruktorami sprzeciwiającymi się potraktowaniu przez Komendę Chorągwi jednego instruktora, co spowodowało później powstaniem organizacji „Wigry”, działającej niezależnie od Szarych Szeregów w czasie II wojny światowej, KSJ nie brał udziału, jako że nie był to spór ideowy a personalny. KSJ ze swojej natury ideowej pozostawał w opozycji do ogólnego nurtu stopniowo liberalizującego się ZHP, począwszy od roku 1931, gdy prosanacyjni instruktorzy przejęli władzę wewnątrz Związku i rozpoczęli stopniowe usuwanie instruktorów prawicowych z władz. Niemniej jednak krąg nie reprezentował postawy zacietrzewienia wobec władz ZHP, czego dowodem była postawa w sytuacji wyżej wspomnianego kryzysu wewnętrznego Chorągwi Warszawskiej. KSJ toczył polemiki ideowe z innymi kręgami do jakich można zaliczyć „KIMB” (Warszawa), reprezentujący socjalizm, „Kuźnicę” (Warszawa), o obliczu sanacyjnym oraz Gromadę Włóczęgów (Wilno), związaną z tradycją liberalno-lewicową. KSJ współpracował z poszczególnymi kręgami przydrużynowymi (np. 2 WDH, 23 WDH) lub też aktywnie udzielał się w działaniach Harcerskiego Klubu Narciarskiego.

## Formy życia religijnego w pracy Kręgu
Nacisk na prawdziwy, osobisty pogłębiony katolicyzm stanowił główny wyróżnik pracy kręgu i z jednej strony kształtujący jego oblicze, a z drugiej strony dający podwaliny jedności wobec różnicy poglądów wewnątrz kręgu. Corocznie odbywano zamknięte rekolekcje w Laskach k. Warszawy, które oprócz gospodarza, ks. Władysława Korniłowicza, prowadzili także o. Tomasz Rostworowski i bł. o. Michał Czartoryski OP. Nadto dla Kręgu etyk, o. Jacek Woroniecki OP, prowadził na warszawskim Służewcu wykłady, które rozpoczynały się po mszy świętej i następującym po nim śniadaniu. Konferencję o. Woronieckiego zamykała wspólna dyskusja. Poza tym wewnątrz KSJ działała grupa powstała z inspiracji Witolda Sawickiego, a studiująca Pismo Święte metodą "Juventus Christiana". Inna grupa zaś angażowała się w "Pomoc bliźniemu" (Pom-bli), w ramach działalności charytatywnej kościoła akademickiego Świętej Anny w Warszawie. Zbierano głównie odzież dla ubogich. W roku 1935/1936 Krąg zainteresował się Ślubowaniami Akademickimi, które odbyły się na Jasnej Górze w roku 1936. Rada Kręgu wysunęła hm. Władysława Dłużyńskiego do włączenia się w Komitet organizacyjny pielgrzymki. Ważnym faktem stało się przemówienie, jakie wygłosił reprezentant Kręgu, a w którym przestrzegał przed upolitycznieniem pielgrzymki. Efektem tegoż było zaproponowanie przez rektora kościoła Akademickiego ks. Edwarda Detkensa funkcji wiceprezesa pielgrzymki. Pokłosiem zaangażowania w pielgrzymkę i ślubowanie z 1936 roku była pozycja "Spełniajmy Śluby Jasnogórskie" (aut. hm. W.Dłużyńskiego, wyd. 1937).

## KSJ a „Strażnica Harcerska”
Członkowie KSJ początkowo udzielali się w redakcji pisma „Strażnica Harcerska”, redagowanego przez grupę starszego pokolenia instruktorów tworzących ZHP u jego podstaw, a mających poglądy katolicko-narodowe. Stopniowo obowiązki redaktora przejął hm. Witold Sawicki, a potem hm. Wojciech Dłużyński. Pismo rozchodziło się w nakładzie 1000 egzemplarzy i stworzyło bazę relacji do powstania Hufców Polskich po odrzuceniu przez kierownictwo ZHP współpracy instruktorów prawicowych we wspólnym tworzeniu Szarych Szeregów.